# Homoderinus
Sous-genre
Homoderinus est un sous-genre d'insectes coléoptères de la famille des Lucanidae, de la sous-famille des Lucaninae et du genre Prosopocoilus.

## Systématique
Le sous-genre Homoderinus a été créé en 1926 par l'entomologiste allemand Rudolf Kriesche (d) (1894-1955).

## Liste des espèces
Selon BioLib (1 août 2022) :
- Prosopocoilus variegatus (Boileau, 1904)